# Técnica de la hematina ácida de Baker
La hematina ácida de Baker es una técnica histológica para evidenciar la presencia de fosfolípidos. El método fue creado por J.R. Baker en 1946, y se cree que se fundamenta en la reacción de la hematina con el radical fosfato, aunque no está totalmente demostrado. Resulta útil en el estudio histológico do cerebro, así como en estudos hematológicos.

## Fundamento
Los tejidos, para obtener resultados óptimos, deben fijan en formol-calcio de Baker para prevenir la disolución de los fosfolípidos. Los tejidos son entonces cromados con lo que los fosfolípidos y otras sustancias ácidas no lipídicas, forman complejos de quelato.
La especificidad tintorial para fosfolípidos ha sido cuestionada. Si las técnicas de hemateína ácida se utilizan en tejido cerebral, se aprecia una diferencia entre la materia gris y la materia blanca, aunque los análisis químicos de ambas muestran que hay una pequeña diferencia en la cantidad de fosfolípidos y lípidos no saturados entre la materia gris y blanca. Algunos estudios indican que el componente de fosfolípidos no es tan importante como la cantidad real de lípidos. La mielina presente en grandes cantidades en la materia blanca es una estructura multilaminar, y se cree que esta configuración puede agarrar a los iones cromo en una estructura estable y tridimensional, que es resistente al paso de diferenciación.
Los eritrocitos también se tiñen con métodos de hematina ácida, y fue formalmente asumido que esta tinción se atribuía al contenido fosfolípido del eritrocito. El hecho de que la tinción de eritrocitos estuviese presente incluso después de procesos de extracción de lípidos significa que el fosfolípido presente estaba fuertemente sujeto al tejido de la proteína. Análisis bioquímicos han revelado que menos del 1% del peso seco es fosfolípido, y trabajos posteriores demostraron que la hemoglobina presente es el componente responsable para la coloración positiva con métodos de hemateína ácida. Esto indica que las pruebas tales como la hemateína ácida de Baker no son ni sensibles ni específicas para fosfolípidos.

## Tejido control y diana
El tejido que se debe utilizar para esta técnica es el tejido adiposo, que es el que tiene mayor concentración de fosfolípidos.

## Fijador óptimo
El fijador ideal para este tipo de técnica es una solución de formol-calcio.
Se debe aclarar que la formalina neutra estabilizada tiende a eliminar los fosfolípidos de los tejidos. Sin embargo el formol-calcio, cuando es usado después de la formalina neutra, puede preservar los fosfolípidos. A veces los fosfolípidos pueden ser demostrados en secciones de parafina fijadas en formalina neutra.
Para su preparación se mezclan (para 100cc):
1. 10 cc de formaldehído al 40%
2. 10 cc cloruro anhídrido de calcio al 10%
3. 80 cc de agua destilada

## Grosor de corte
El material que se utilice deberá tener un grosor de 6 a 12 micras y se realizarán los cortes sobre tejido congelado.

## Reactivos
1. Dicromato de potasio al 5%
  1. 5 g dicromato potásico
  2. 1 g cloruro de calcio
  3. 100 cc agua destilada

1. Hematina ácida:
  1. 0,05 g Hematoxilina
  2. 1 cc yoduro de sodio al 1%
  3. 1 cc ácido acético glacial
  4. 48 cc agua destilada

Preparación: conservar la hematoxilina y el yoduro de sodio en un matraz; añadir el agua y calentar hasta ebullición; enfriar; añadir ácido acético. Usar una única vez ya que la solución no es estable.
1. Solución diferenciadora (es estable, pero debe guardarse en oscuridad):
  1. 0,25 g bórax
  2. 0,25 g ferrocianuro potásico
  3. 100 cc agua destilada

## Procedimiento

### Preparación de la muestra
La muestra requiere preparación previa:
1. Fijar las pequeñas piezas de tejido en formol-calcio durante 6 horas. Este tiempo puede prolongarse.
2. Introducir en la solución de dicromato y cloruro de calcio durante 18 h a temperatura ambiente.
3. Introducir los bloques en la solución de dicromato fresca, durante 24 h a 60 °C
4. Lavar el tejido en agua durante 6 horas
5. Obtener secciones por congelación de 6 a 12 micras

### Método de tinción
La técnica de tinción es como sigue:
1. Colocar las secciones en la solución de dicromato y cloruro de calcio durante 1 hora a 60 °C
2. Lavar en agua corriente durante 5 minutos, enjuagar con agua destilada
3. Colorear las secciones con la hematina ácida durante 5 horas a 37 °C
4. Enjuagar las secciones con agua destilada, 2 cambios y diferenciar con la solución de ferrocianuro de borax 18 h a 37 °C
5. Lavar en agua corriente durante 10 min; enjuagar con agua destilada
6. Montar en gelatina de glicerol

### Resultados
1. Fosfolípidos: azul-negro
2. Fondo: marrón-amarillo
3. Nucleoproteínas: azul-negro